# Отавице
Отавице су насељено мјесто у општини Ружић, у Далмацији, Шибенско-книнска жупанија, Република Хрватска.

## Положај
Налази се на источном рубу Петровог поља, у подножју планине Свилаје.

## Култура
У Отавицама се налази Маузолеј Ивана Мештровића, изграђен 1932. године. Иван Мештровић, иако рођен у Славонији, одрастао је у Отавицама, одакле су му родитељи.

## Историја
Некада је село припадало општини Дрниш, а данас је у новоформираној општини Ружић. За вријеме рата у Хрватској (1991―1995), село се налазило у Републици Српској Крајини.

## Становништво
Према попису становништва из 1991. године, Отавице су имале 283 становника, од чега 271 Хрвата, 2 Србина, 1 Југословена и 9 осталих. Према попису становништва из 2001. године, Отавице су имале 190 становника. Отавице су према попису становништва из 2011. године имале 183 становника.
| Демографија | Демографија | Демографија |
| Година      | Становника  | Становника  |
| ----------- | ----------- | ----------- |
| 1961.       | 469         |             |
| 1971.       | 420         |             |
| 1981.       | 320         |             |
| 1991.       | 283         |             |
| 2001.       | 190         |             |
| 2011.       |             | 183         |

## Попис 1991.
На попису становништва 1991. године, насељено место Отавице је имало 283 становника, следећег националног састава:
| Попис 1991.‍ | Попис 1991.‍ | Попис 1991.‍ | Попис 1991.‍ | Попис 1991.‍ |
| ----------- | ----------- | ----------- | ----------- | ----------- |
|             |             |             |             |             |
| Хрвати      | Хрвати      |             | 271         | 95,75%      |
| Срби        | Срби        |             | 2           | 0,70%       |
| Југословени | Југословени |             | 1           | 0,35%       |
| Македонци   | Македонци   |             | 1           | 0,35%       |
| Руси        | Руси        |             | 1           | 0,35%       |
| Црногорци   | Црногорци   |             | 1           | 0,35%       |
| непознато   | непознато   |             | 6           | 2,12%       |
| укупно: 283 |             |             |             |             |

## Презимена
- Мештровић — Римокатолици
- Габрић — Римокатолици
- Цигић — Римокатолици
- Рељановић — Римокатолици
- Накић — Римокатолици
- Шегуљ — Православци